# Halsbach
Halsbach este o comună din districtul Altötting, landul Bavaria, Germania.